# Mesa de la Agüita
Mesa de la Agüita är en ort i kommunen San Felipe del Progreso i delstaten Mexiko i Mexiko. Samhället hade 406 invånare vid folkräkningen 2020.